# Varga Ágota
Ribánszky Varga Ágota (Gyergyószentmiklós, 1982. június 26.) magyar modell, nemzetközi divatmárkák keresett arca. Olyan világhírű divatcégeknek dolgozott, mint a Chanel, az Yves Saint-Laurent, a Versace, az Hugo Boss vagy a Sonia Rykiel. Párizs, Milánó és New York kifutóin számos alkalommal megfordult. Japánban több kampányban szerepelt. Magyarországon Katti Zoób és a USE-unused bemutatóinak gyakori közreműködője. 2005-ben az év modelljévé választották a Fashion Awards Hungary-n. Sokan úgy látják, hogy Taylor Swift-el kifejezetten hasonlítanak egymásra. 2015-ben a hazai és a nemzetközi sajtó is felfigyelt erre , az énekesnő és az akkor már szerkesztőként dolgozó Ribánszky Varga Ágota vonásainak hasonlóságáról számos cikk született.
Azzal, hogy 2019-ben az InStyle magazin crossplatform főszerkesztője lett, nagy álma vált valóra: „Olyan ez, mint egy régóta áhított, különleges dizájnerruha: stílusos, páratlan, tökéletesen testreszabott, amit öröm, de egyben izgalmas kihívás is viselni.” – nyilatkozta kinevezésekor a főszerkesztő.

## Külső hivatkozások
Hivatalos, ügynökségi weboldal:
- Attractive Model Agency

Videók, videointerjúk:
- Varga Ágota a modellszakmáról az OurModel 2009 leendő résztvevőinek
- Fashiontv | MODELS TALK - AGOTA VARGA FEM AH 2002/2003
- Fashiontv | MUSIC FTV SUMMER 2002 - MODELS AGOTA VARGA
- Fashiontv | MODELS AGOTA VARGA FEM AH 2002/2003
- Hungarian Supermodels

 Varga Ágota fotógalériák:
- JOY.hu
- Top.Fashion.ru
- Agota Varga Photos on Style.com[halott link]